# Scène
Een scène, van het Oudgriekse σκήνη, in het Latijn scaena, is in een toneelstuk of in een film een afgeronde eenheid waarin een bepaalde handeling centraal staat.
In een toneelstuk vormen scènes of 'tonelen' samen een akte.
In een film is een scène een combinatie van verschillende shots.
Deze shots groeperen één handeling of gebeurtenis en zijn allemaal op dezelfde locatie en in dezelfde tijd opgenomen. Men spreekt van eenheid van tijd, plaats en handeling zoals in het klassieke Griekse theater. Een speelfilm van ongeveer twee uur telt 50 tot 300 scènes. Een of meer gegroepeerde scènes vormen in een film een sequentie. Een scène opgenomen in één shot noemt men een sequentieshot. In de film Rope van Hitchcock komen verschillende sequentieshots voor.
Het begrip scène betreft in de fotografie het geheel van samenstellende factoren in een beeld. Dat kan een toevallige samenstelling zijn, zoals in documentaire- of journalistieke fotografie of een in scène gezette voorstelling zoals in de geënsceneerde fotografie, de reclame- en modefotografie.

## Etymologie
σκήνη, dat tent of hut betekende, was in het theater in het oude Griekenland de opbouw achter het toneel of podium. Later veranderde de betekenis in het speelveld zelf.